# Adur
Adur è un distretto del West Sussex, Inghilterra, Regno Unito, con sede a Shoreham-by-Sea.
Il distretto fu creato con il Local Government Act 1972, il 1º aprile 1974 dalla fusione dei distretti urbani di Southwick e Shoreham con parte del distretto rurale di Worthing.

## Parrocchie civili
- Coombes
- Lancing
- Sompting
- Shoreham-by-Sea
- Southwick